# Synthetonychia hughsoni
Espèce
Synthetonychia hughsoni est une espèce d'opilions laniatores de la famille des Synthetonychiidae.

## Distribution
Cette espèce est endémique de l'île du Sud en Nouvelle-Zélande. Elle se rencontre dans la région de West Coast vers Greymouth et Punakaiki.

## Description
Le mâle holotype mesure 1,44 mm de long et 1,52 mm de large et la femelle paratype 1,52 mm de long et 1,44 mm de large.

## Systématique et taxinomie
Cette espèce a été décrite par Forster en 1954.

## Étymologie
Cette espèce est nommée en l'honneur de L. P. Hughson.

## Publication originale
- Forster, 1954 : « The New Zealand Harvestmen (sub-order Laniatores). » Canterbury Museum Bulletin, vol. 2, p. 1-329.